# جعفر عمران
جعفر عمران (انگلیسی: Jaffar Omran؛ زادهٔ ۱ ژوئیهٔ ۱۹۶۶) بازیکن فوتبال اهل عراق بود.
از باشگاه‌هایی که در آن بازی کرده‌است می‌توان به باشگاه فوتبال نیروی هوایی و باشگاه فوتبال النفط اشاره کرد.
وی همچنین در تیم ملی فوتبال عراق بازی کرده‌است.